# Mauricio Martínez (actor)
Mauricio Martínez Morales (Monterrey, Nuevo León; conocido como Mauricio Martínez, es un actor y cantante mexicano conocido por su trabajo en teatro y televisión en México y Estados Unidos, se dio a conocer en 2002 en el reality show de música Operación Triunfo México de Televisa.
Es el quinto mexicano en protagonizar un musical en Broadway. Ha protagonizado musicales teatrales en México como La bella y La bestia, Fiebre de sábado por la noche y Mentiras, también ha participado en telenovelas como Atrévete a soñar y La mujer del Vendaval y en las series Señora Acero deTelemundo y El Vato de NBC.

## Biografía
Mauricio Martínez es un cantante, actor y bailarín mexicano. Nació en la ciudad de Monterrey, Nuevo León. Comenzó su carrera artística desde temprana edad en el centro de Difusión Cultural del Tec de Monterrey, se muda a Nueva York para continuar sus estudios en The American Musical and Dramatic Academy y The School For Film and Television.
En Manhattan tuvo la oportunidad de aparecer en un comercial de televisión y tener pequeñas apariciones en series como Sex and the city y en musicales de Off-Broadway como 4 Guys Named José y una mujer llamada María.
En 2002, Mauricio tiene la oportunidad de participar en la primera y única edición del reality show musical, Operación Triunfo en su edición mexicana, obteniendo el cuarto lugar.
En 2003 empiezan sus oportunidades de trabajo participando en la obra Fiebre de sábado por la noche, al lado de Lisset y Lolita Cortés, por cuyo trabajo recibió múltiples premios de la crítica especializada de México como el premio «Revelación Juvenil» del Sol de México, el premio Bravo otorgado por la primera actriz Silvia Pinal y «Mejor actor en musical» por parte de la APT y la ACPT.
En ese mismo año participa en la telenovela juvenil CLAP, el lugar de tus sueños, donde obtiene uno de los personajes principales, Emiliano, al lado de Raúl Araiza, Ana Layevska, Ari Borovoy y Lidia Ávila.
En 2006 protagonizó la obra musical Ciudad blanca con música original del compositor Armando Manzanero.
En 2007 regresa triunfalmente al teatro musical como el protagonista de La Bella y La bestia, el musical de Broadway producido por OCESA, en donde dio vida a la Bestia durante un año y nuevamente fue galardonado por su trabajo.
En 2008 protagoniza el musical Dulce caridad junto a Lolita Cortés e Itatí Cantoral.
Para 2009 reapareció nuevamente en las telenovelas, en Atrévete a soñar, así como en la obra de teatro Mentiras: el musical como actor invitado, interpretando a Emmanuel.
En 2010 fue diagnosticado con cáncer de vejiga. Afortunadamente el mal fue detectado a tiempo y Mauricio logró curarse. Después de 6 meses de reposo, Martínez regresó a Mentiras: el musical como actor invitado y realizó una exitosa gira de conciertos por el interior de la república mexicana.
En 2011 continuó actuando en Mentiras, haciendo historia dentro del teatro musical mexicano rebasando las 1,000 representaciones. Además estelarizó una temporada de Jesucristo Superestrella en Monterrey, dando vida a Jesús. También filmó el cortometraje musical Cuestión de corbatas e hizo su debut en teatro de cámara con el thriller psicológico Perverso, al lado de la actriz Andrea Torre y producido por Morris Gilbert. En la obra Perverso interpretó a Marco, un joven psicópata que seduce a mujeres y luego les practica una lobotomía, dejándolas en estado vegetal.
En 2012 Mauricio concluyó su ciclo en la obra Mentiras después de dos años y medio de interpretar a Emmanuel y protagoniza el monólogo musical Off-Broadway Canciones desde una cama sin tender, un concierto teatral a una voz original de Mark Campbell en donde nuevamente hizo mancuerna con el director y escritor de Mentiras: el musical y con Ocesa Teatro. Por este trabajo Mauricio recibió extraordinarias críticas de parte de la prensa especializada en teatro y espectáculos. También en 2012 estrenó en el Teatro Helénico el clásico de Arthur Miller Panorama desde el puente, dirigido por José Solé Nájera en una producción de Jorge Ortiz de Pinedo.
Ese año Mauricio reapareció nuevamente en las telenovelas, con una actuación especial en La mujer del Vendaval, en donde interpretó a "Mike Cisneros", un personaje pintoresco con toques de comedia quien rápidamente se colocó en el gusto del público, haciendo una de sus frases "Holy Guacamole", un trending topic en la red social Twitter.
En el ámbito musical presentó «Desde 1978» su primer material discográfico bajo el sello Consecuencias Discográficas y producido por el productor Memo Gil, el cual debutó en primer lugar de ventas en un importante portal de descargas digitales en México. De este primer material se desprendió la reversión de la canción de Juan Gabriel Abrázame muy fuerte, cuyo video musical fue protagonizado por Fernanda Castillo.
En 2013 filmó la cinta Xibalbá, una coproducción de México y Estados Unidos en donde comparte créditos con Mark Tacher y Luis Felipe Tovar. Esta película marcó su debut como compositor pues además de actuar en la cinta también compuso e interpretó el tema musical, galardonada con un premio jaguar de oro en el Festival Internacional de Cine de Mérida.
Ese mismo año participó en la serie Nueva vida, producida por Luis de Llano Macedo para Televisa, y protagoniza una temporada especial del musical Off-Broadway Los últimos 5 años en su natal Monterrey.
Retomando su carrera musical, presenta Así no te amará jamás, primer sencillo de la segunda parte de su disco Desde 1978, titulado Lado B, en el cual le rinde un tributo a algunas de las intérpretes femeninas como Yuri, Amanda Miguel y Rocío Banquells, con quien grabó a dueto el tema Luna mágica. Bianca Marroquín y Mark Tacher protagonizan el videoclip Así no te amará jamás junto con Mauricio.Fue presentado en más de 115 países.
El 1 de abril de 2014 Mauricio lanzó «Desde 1978, Lado B» en ITunes y en menos de 24 horas el álbum se convierte en el 5.° disco más descargado de México. El 4 de abril debuta en el Lunario del Auditorio Nacional con su espectáculo Lado B en concierto con Kika Edgar como invitada especial y Bianca Marroquín desde Broadway. El 7 de abril estrena con gran éxito Luna mágica, video musical inspirado en las películas de corte policiaco de los años 50. El video, grabado en blanco y negro, es protagonizado por Mauricio y los actores Jacqueline Andere, César Bono, Raquel Garza y Andrea Torre (todos haciendo su debut en video musical). Lado B y Luna mágica rápidamente se colocan entre el gusto del público.
Luego de 2 años alejado de los escenarios teatrales, Mauricio regresó con el musical de Broadway The Drowsy Chaperone al lado de Héctor Bonilla, Jacqueline Andere, Chantal Andere, Norma Lazareno y Roberto Blandón. Por su personaje de Robert Martin, Mauricio recibió excelentes críticas por parte de la prensa especializada. Además de sus actividades en el teatro y la música, Mauricio realizó una actuación especial en la película A la mala con Aislinn Derbez y Mauricio Ochmann, una de las películas mexicanas más taquilleras de 2015.[cita requerida]
Mauricio regresa a la televisión en el año 2015 con Señora Acero, su primera producción para la cadena Telemundo, interpretando al Agente Javier Ferraro, compartiendo créditos con Blanca Soto, Litzy, entre otros más.Además en ese mismo año Martínez festeja 13 años de carrera artística en México mediante un pequeño concierto en el Gran Teatro Moliere.
En 2016 es presentado ante la prensa en la apuesta musical llamada MYST Sountrack.
En 2017 sigue de gira artística a lado de Kika Edgar, presentándose en diferentes escenarios de la república mexicana.
Tiempo más tarde, en 2020 Mauricio Martínez regresa a la obra en escena Jesucristo Superestrella, esta vez a lado del cantante Beto Cuevas.
Para el año 2025 participa en la obra JOY: A New True Musical.

## Vida privada
En sus primeros años de carrera Mauricio Martínez mantuvo una relación amorosa con la actriz y cantante mexicana Lisset.
Luego de su relación con Lisset, en octubre de 2014 Mauricio Martínez se declaró abiertamente homosexual, luego de haber contraido matrimonio con un publicista, la boda fue de forma discreta.En 2015 se divorcia de su comprometido Emilio Solís luego de dos años de matrimonio.
Mauricio a enfrentado cuatro veces al cáncer de próstata, desde 2009 se le presentó por primera vez cáncer de vejiga. En 2016 se le volvió a detectar por segunda ocasión el mismo cáncer, lograndolo superar en el año 2017.
En 2023 Mauricio se reencuentra con Lisset luego de un largo distanciamiento se vuelve de nuevo su pareja sentimental.

## Caso de abuso sexual
A comienzos de 2021, en el mes de febrero, Mauricio Martínez interpone una denuncia en contra de su exmanager artístico Antonio Berumen, quién lo llamó a su oficina para supuestamente ofrecerle nuevos proyectos en puerta.
Con este caso, Berumen ha obtenido un total de diez denuncias por acoso, abuso y violación sexual.

## Trayectoria

### Cine y cortometrajes
- Birthday time (2000) - Kissing Guy 2
- Depende de ti (cortometraje 2008) - "Protagonista"
- Species IV: The Awakening (2007) - Dalton
- Cuestión de corbatas (cortometraje musical) - Universidad Anáhuac
- Xibalbá (2013) - Jorge
- Brandon y Julia (2015) (cortomentraje) - Brandon
- How they met themselves (2022) (cortometraje) - Anton

### Teatro
- 4 guys named José and una mujer llamada María (1999) - José Mexicano
- Fiebre de sábado por la noche (2003) - Tony Manero
- Ciudad blanca (2006) - Rodrigo
- La Bella y la Bestia (2007-2008) - Bestia
- Dulce caridad (2008-2009) - Vittorio Vidal
- Mentiras: el musical (actor invitado) (2009-2010) - Emmanuel Mijares
- Jesucristo Superestrella (Monterrey) (actor invitado) (2011) - Jesús
- Perverso (Toyer) (2011-2012) - Marco Tapia
- Canciones desde una cama sin tender (Songs From An Unmade Bed)' (2012) - "Santiago" (Monólogo Musical)
- Panorama desde el puente (Arthur Miller´s A View From The Bridge) (2012) - Rodolfo

### Televisión
- Sex and the city - Pequeña aparición
- Operación Triunfo (México) (2002) - Concursante, (4.° lugar)
- Clap, el lugar de tus sueños (2003) - Emiliano
- Mujer, casos de la vida real (2006) - 3 episodios
- Atrévete a soñar (2009-2010) - Gustavo
- Como dice el dicho (2011-2012) - Protagonista de 2 capítulos
- La mujer del Vendaval (2012) - Mike Cisneros
- Porque el amor manda (2013) - Héctor Rodríguez
- Nueva vida (2013) - Jorge
- Señora Acero (2015) - Javier Ferraro
- El Vato (2016-2017) - Marcos Gutiérrez[28]

### Música (Discografía)
- Desde 1978 Lado B (2014) - Consecuencias Publicitarias SA de CV
- Desde 1978 (2012) Consecuencias Publicitarias SA de CV
- Fiebre de sábado por la noche: el musical (2003) - Turnout Productions
- Operación Triunfo México (16 discos) (2002) - Vale Music & BMG México